# Mary Winslow Smyth
Mary Winslow Smyth (* 26. März 1873 in Bangor, Maine; † 17. März 1937 in Cambridge, Massachusetts) war eine US-amerikanische Volkskundlerin und Sammlerin von Volksmusik im frühen 20. Jahrhundert.

## Leben
Smyth wurde in Bangor als Tochter von Reverend Newman Smyth und Anna Marston Smyth (geborene Ayer), die aus Bangor stammte und sie überleben sollte, geboren. Smyth hatte einen Bruder, Nathan, und zwei Schwestern, Winifred und Ethel. Ihr Vater war Arzt und ihr Großvater ein Professor am Bowdoin College.
Sie machte 1895 ihren Abschluss am Smith College und bis spätestens 1910 ihren Master und ihren Doktor in Englisch an der Yale University Von 1922 bis 1924 war sie außerordentliche Professorin am Elmira College.
Smyths begann eigenständig mit dem Sammeln von Volksliedern, arbeitete aber bald mit der Volkskundlerin Fannie Hardy Eckstorm zusammen.
Zusammen mit Eckstorm verfasste Smyth 1927 das Buch Minstrelsy of Maine: Folk-songs and Ballads of the Woods and the Coast. Smyth sammelte Volkslieder aus den Küstengebieten, die etwa die Hälfte des Buches ausmachen (Eckstorm konzentrierte sich auf Lieder von Holzfällern und anderen Menschen im Landesinneren).
Phillips Barry wurde auf die Arbeit von Smyth und Eckstorm aufmerksam, und sie luden ihn zur Mitarbeit ein. Ihr zweites Buch, British Ballads from Maine: The Development of Popular Songs with Texts and Airs (1929), führt Barry als Herausgeber auf. Obwohl die Zusammenarbeit zwischen Smyth, Eckstorm und Barry fruchtbar und herzlich war, war Smyth der Meinung, dass Barry, obwohl er einen wertvollen Beitrag leistete, nicht als Herausgeber hätte genannt werden sollen, und dass dies mit Rücksicht auf sein Geschlecht und seinen wissenschaftlichen Ruf geschah.
Smyth galt als erfolgreiche Liedersammlerin und fähige Forscherin. Sie beschrieb der Bangor Daily News die Geduld, die Ausdauer und das Glück, das sie (und Eckstorm und Barry) bei der Feldforschung brauchten. Smyth zufolge waren viele Menschen überrascht, dass sich jemand für ihre alten Lieder interessierte, und es mussten erst Beziehungen und Vertrauen aufgebaut werden, bevor sie sich öffneten. Ein Trick, den Smyth anwandte, bestand darin, ein Lied absichtlich falsch zu singen, weil sie wusste, dass nur wenige angesichts dessen schweigen konnten und mit ihrer Version einsteigen würden.
Smyth blieb unverheiratet. Sie lebte zunächst in New Haven, Connecticut, und ab 1930 in Cambridge, wo sie 1937 an einer Endokarditis verstarb. Sie ist auf dem Grove Street Cemetery in New Haven beerdigt.

## Werke
- Biblical Quotations in Middle English Literature Before 1350. Henry Holt & Company, New York City 1911 (archive.org).
- mit Fannie Hardy Eckstorm: Minstrelsy of Maine: Folk-songs and Ballads of the Woods and the Coast. Houghton Mifflin, Boston, MA 1927, OCLC 2949695.
- mit Phillips Barry und Fannie Hardy Eckstorm: British Ballads from Maine. Yale University Press, New Haven, CT 1929, OCLC 163370217.
- Contemporary Songs and Verses About Washington. In: New England Quarterly. Band V, Nr. 2, April 1932, S. 282–292.